# Puccinia nigroconoidea
Puccinia nigroconoidea ist eine Ständerpilzart aus der Ordnung der Rostpilze (Pucciniales). Der Pilz ist ein Endoparasit eines unbestimmten Phyllostachys-Süßgrases. Symptome des Befalls durch die Art sind Rostflecken und Pusteln auf den Blattoberflächen der Wirtspflanzen. Sie ist ein Endemit Chinas.

## Merkmale

### Makroskopische Merkmale
Puccinia nigroconoidea ist mit bloßem Auge nur anhand der auf der Oberfläche des Wirtes hervortretenden Sporenlager zu erkennen. Sie wachsen in Nestern, die als gelbliche bis braune Flecken und Pusteln auf den Blattoberflächen erscheinen.

### Mikroskopische Merkmale
Das Myzel von Puccinia nigroconoidea wächst wie bei allen Puccinia-Arten interzellulär und bildet Saugfäden, die in das Speichergewebe des Wirtes wachsen. Aecien oder Spermogonien der Art sind nicht bekannt, gleiches gilt für Uredien und Uredosporen des Pilzes. Die blattunterseitig wachsenden Telien der Art sind schwarzbraun und früh unbedeckt. Die goldenen bis hell braunen Teliosporen sind ein- bis zweizellig, spindelförmig-ellipsoid oder ellipsoid und 70–85 × 15–22 µm groß. Ihre Stiele sind farblos und bis zu 150 µm lang.

## Verbreitung
Das bekannte Verbreitungsgebiet von Puccinia nigroconoidea umfasst offenbar nur China. Da die Art in einem US-amerikanischen Quarantänecenter gefunden wurde, lässt sich die genaue Verbreitung nicht feststellen.

## Ökologie
Die Wirtspflanze von Puccinia nigroconoidea ist eine nicht näher bestimmte Phyllostachys-Art. Der Pilz ernährt sich von den im Speichergewebe der Pflanzen vorhandenen Nährstoffen, seine Sporenlager brechen später durch die Blattoberfläche und setzen Sporen frei. Die Art verfügt über einen Entwicklungszyklus, von dem bislang lediglich Telien sowie deren Wirt bekannt sind; Uredien, Spermogonien und Aecien konnten dem Pilz nicht zugeordnet werden.